# العروض (جبلة)

تعديل مصدري - تعديل

العروض محلة تابعة لقرية الشعب، التابعة لعزلة الربادي بمديرية جبلة إحدى مديريات محافظة إب في الجمهورية اليمنية، بلغ تعداد سكانها 31 حسب تعداد اليمن لعام 2004.